# سيرفس ناو
سيرفس ناو (بالإنجليزية: ServiceNow ) هي شركة برمجيات أمريكية مقرها في سانتا كلارا بكاليفورنيا توفر حلا يحمل نفس الإسم في صيغة البرمجيات كخدمة (SaaS) عبر منصة حوسبة سحابية لمساعدة الشركات على إدارة سير العمل الرقمي لعمليات المؤسسة.
تأسست في عام 2003 على يد فريد لودي، وهي  مدرجة في بورصة نيويورك وهي مكون لمؤشر راسل 1000 (Russell 1000) ومؤشر إس آند بي 500. صنفتها مجلة فوربس في عام 2018 في المرتبة الأولى على قائمتها للشركات الأكثر ابتكارًا في العالم.

## التاريخ
تأسست  سيرفس ناو في عام 2003 من قبل فريد لودي (كما تقدم) تحت إسم غلايد سوفت المدمجة  Inc)  (Glidesoft و كان لودي يعمل سابقًا كرئيس تنفيذي للتكنولوجيا في بارجرن سيستمز ( Peregrine Systems) وهي شركة برمجيات مقرها في سان دييغو.
عند تأسيسه للشركة ، كان لودي يعتزم تقديم نفس الخدمات التي كانت متوفرة سابقًا من أنظمة بارجرن (Peregrine) والتي لم تكن موجودة في ذلك الوقت.
في البداية كان لودي هو الموظف الوحيد ثم حصل على تمويل رأس مال مخاطر بقيمة 2.5 مليون دولار أمريكي من جي إم آي إكويتي (JMI Equity) وقام بتوظيف خمسة أشخاص إضافيين.
في عام 2006 غيرت الشركة اسمها إلى Service-Now.com ثم إلى ServiceNow. وفي عام 2007 أعلنت  سيرفس ناو  إيرادات سنوية قدرها 13 مليون دولار أمريكي. وافتتحت أول مكتب لها في وادي السيليكون، في سان خوسيه.
اعتبارًا من يناير 2011، كان لدى الشركة 275 موظفًا في مكاتبها في سان دييغو وشيكاغو ونيويورك وأتلانتا ولندن وفرانكفورت ، بالإضافة إلى شراكة مع شركة أكسنتشر (Accenture)  التي كان لديها أكثر من 100 مستشار متخصص في سيرفس ناو.
وبحلول أبريل 2011 عينت الشركة فرانك سلوتمان في منصب الرئيس التنفيذي للشركة.
في يونيو 2012 ، أصبحت سيرفس ناو شركة مساهمة عامة بعد اكتتاب عام بقيمة 210 مليون دولار أمريكي. بعد ذلك بوقت قصير نقلت الشركة مقرها من سان دييغو إلى سانتا كلارا بكاليفورنيا.
في أكتوبر 2019 ، أعلنت الشركة أن الرئيس التنفيذي جون دوناهو سيخلفه في نهاية نفس السنة بيل ماكديرموت الذي كان يشغل منصب  الرئيس التنفيذي السابق لشركة ساب إس إي (SAP SE).
في مايو 2023 ، أعلنت إنفيديا (Nvidia)  عن شراكة مع سيرفس ناو لتقديم خدمات الذكاء الاصطناعي إلى الشركات الكبرى. تهدف هذه الشراكة إلى الاستفادة من البيانات الخاصة بالشركة في خدمة الذكاء الاصطناعي الجديدة ، متيزة بذلك عن التطورات التي حققتها كل من أوبن أيه آي  (OpenAI)  و شات جي بي تي (ChatGPT).

## عمليات الاستحواذ
في يوليو 2013 ، استحوذت سيرفس ناو على ميرور Mirror42) 42)  وهي شركة تطوير برمجيات مقرها أمستردام.
في يوليو 2014 ، استحوذت سيرفس ناو على  نيبله سيستمز (Neebula Systems) ، وهي شركة إسرائيلية لأدوات الحوسبة السحابية.
في فبراير 2015 ، استحوذت سيرفس ناو على إنترايس (Intreis).
في يونيو 2016 ، استحوذت سيرفس ناو على برايت بوينت سكيرتي (Brightpoint Security) المتخصصة في استخبارات التهديدات القابلة للتنفيذ.
في كانون الثاني (يناير) 2017 ، استحوذت سيرفس ناو على دي إكس كونتينيوم (DxContinuum) دي إكس كونتينيوم الناشئة للتعلم الآلي.
في أكتوبر 2017 ، استحوذت سيرفس ناوعلى كل من :
- تلابتي  (Telepathy) وهي شركة  تصميم محوره الإنسان  (Human-centered design) في سان دييغو ، والتي تأسست في عام 2001. وقد ضاعف الاستحواذ حجم وكالة التصميم الداخلي لدى سيرفس ناو.[15]
- و سكاي جيراف (SkyGiraffe) وهي شركة تقدم منصة لا تستند إلى ترميز لمساعدة الشركات على تصميم تطبيقات الأجهزة المحمولة لأنظمة المؤسسات.[16]

في أبريل 2018 ، استحوذت سيرفس ناو على  فندرهوك (VendorHawk)، وهي شركة لإدارة البرمجيات كخدمة والمستضافة على السحابة.
في مايو 2018 ، استحوذت سيرفس ناو على شركة بارلو.
في أكتوبر 2018 ، استحوذت سيرفس ناو على شركة  لتقنية البحث باللغة الطبيعية فرندلي دايتا (FriendlyData).
في مايو 2019 ، استحوذت سيرفس ناو على شركة أبسي (Appsee).
في أكتوبر 2019 ، أعلنت سيرفس ناو عن استحواذها على و آتيفيو (Attivio).
في نوفمبر 2019 ، أعلنت سيرفس ناو عن استحواذها على  فيرتشايلد ريزلينسي سيستمز(Fairchild Resiliency Systems).
في يناير 2020 ، أعلنت سيرفس ناو عن استحواذها على  لوم سيستمز (Loom Systems) و باسج أيه آي  (Passage AI).
في يونيو 2020 ، أعلنت سيرفس ناو عن استحواذها على سويجل  (Sweagle).
في مارس 2021 ، أعلنت سيرفس ناو عن استحواذها على إنتلبوت (Intellibot).
في مايو 2021 ، أعلنت سيرفس ناو عن استحواذها على لايتستاب (Lightstep).
في أغسطس 2021 ، أعلنت سيرفس ناو عن استحواذها على سوارم64 (Swarm64) و ماب وايز (Mapwize).
في أكتوبر 2021 ، أعلنت سيرفس ناو عن استحواذها على   جيكو برَيْن (Gekkobrain).
في يونيو 2022 ، أعلنت سيرفس ناو عن استحواذها على هتش (Hitch).
في أكتوبر 2022 ، أعلنت سيرفس ناو عن استحواذها على إيرا سوفتوار (Era Software).

## نموذج العمل
إن حل سيرفس ناو يجعل جميع عمليات الشركة مركزية ويحول طرقها القديمة في العمل إلى تدفقات أو سيور عمل رقمية بالإضافة إلى ذلك فإن سيرفس ناو يتكامل بسهولة مع أدوات العمل الأساسية للشركة : علاقات العملاء ، وإدارة الموظفين ، وتطبيقات تكنولوجيا المعلومات بصفة عامة.